# 혼자 추는 왈츠
《혼자 추는 왈츠》는 2017년 9월 24일에 방영한 《KBS 드라마 스페셜 2017》 시리즈 중 네 번째 작품이다.

## 줄거리
“남의 불행은 곧 나의 행복. 그 반대도 성립”
지금 20대는 아마도 경쟁을 가장 내면화해 온 세대인지도 모른다. 학교에선 모든 행동을 평가받았고, 더 좋은 학교 더 좋은 학점을 위해 공책도 숨기며, 친구들을 이겨온 삶. 그들에게 연애란 어떤 모습일까. 연인이 경쟁자가 된다면 어떨까. 쌉쌀하고 우아한 왈츠의 이해.

## 등장 인물

### 주요 인물
- 문가영 : 김민선 역

시골 출신의 ‘인 서울’ 명문대 재학생. 09학번이지만 취업을 하지 못해 아직 학교를 다니며 인턴 생활을 하고 있다. 오랜 취준생 생활도, 8년 사귄 ‘변변찮은 스펙’의 남자친구 건희도 모두 마뜩치 않다.
- 여회현 : 구건희 역

지방캠 출신의 중소기업 회사원. 대학시절 ‘왈츠의 이해’ 수업에서 만난 여자친구 민선과 장기간 연애를 하고 있지만 무언가 불안하다. 자신의 상황이 여자친구와 부모의 기대에 미치지 못한다는 생각에 열등감을 느낀다.

### 그 외 인물
- 하지은
- 조인우
- 문호진
- 변진수
- 김명선
- 김효명
- 최우영
- 한대관
- 오지연
- 이다해
- 신율이
- 남승우
- 장해민
- 김주영
- 최나무
- 박혜진
- 한재웅
- 임시우
- 진주연
- 김진주
- 지서아
- 이각경 아나운서
- 정의진 (성우)
- 오보미 (성우)

## 시청률
- 전국 시청률 : 3.3%[1]

## 수상
- 2017년 KBS 연기대상 연작·단막극상 - 여회현